# 吉江琢児
吉江 琢兒（よしえ たくじ、1874年4月29日 - 1947年12月26日）は、日本の数学者。東京帝国大学名誉教授。専門は微分方程式論。高木貞治とともに日本で最初の数学科出身の数学者。
東宮御学問所御用掛として皇太子時代の昭和天皇に数学を進講している。

## 人物
1874年4月、山形県上山生まれ。誕生の翌年、元上山藩士の父磨磋記が県庁勤務から東京の陸軍省会計課勤務となり、東京に移住。芝小学校に入学。10歳の時に父の転勤に伴い広島の小学校に転校、広島県尋常中学校を経て、1891年第三高等中学校に入学。同級に高木貞治、一級上に林鶴一がいた。三高では河合十太郎に数学を学び、デデキントの「連続性と無理数」を強制的に読まされたという。
1894年、高木とともに帝国大学理科大学数学科に進学、藤沢利喜太郎に数学を学ぶ。数学科同期入学者8名中、卒業が出来たのは吉江と高木のみであった。
1897年、卒業とともに大学院に入り、一年志願兵として軍に入営した後、1899年から3年間ドイツのゲッティンゲン大学に留学、クラインとヒルベルトの指導を受け、常微分方程式論と変分法の偏微分方程式論への応用を専攻した。変分法の偏微分方程式論への応用は最初の論文のテーマとなり、1903年の Mathematische Annalenに掲載された。欧文論文は15本ですべて微分方程式に関するものである。ドイツ留学中に東京帝国大学の助教授に任じられ、帰国後は第四講座を担当。
1904年、一年志願兵制度により步兵少尉に任せられ日露戰役の功により勳六等。
1909年に教授となり、1913年に総長推薦により理学博士となる。
大学では主に微分方程式の講義を受け持ち、その講義は懇切丁寧であったと伝えられている。また、集合論が新しいものであった時代にその講義を行っている。弟子には功力金二郎、南雲道夫、福原満洲雄、吉田耕作などがおり、微分方程式論や解析学の興隆に重要な貢献をした人々を育てている。
1915年から1921年には東宮御学問所御用掛として昭和天皇に数学を進講。1927年帝国学士院会員。1935年 東京帝國大学を定年退官、名誉教授の称号を受ける。
温厚篤実な人で藤沢利喜太郎の亡き後の数学界を牽引し、高木と吉江は日本の数学界を支える二本柱と称された。1947年12月、狭心症により73歳で没。墓は多摩霊園にある。

## 著作

### 単著
- 『数学』三省堂、1947年。NDLJP:1063245。
- 『微分方程式論 8版』共立出版、1948年。NDLJP:1154910。
- 『初等微分積分学』三省堂、1948年。NDLJP:1156325。

### 共著
- 『一般的教養としての数学について』高木貞治、田邊元と共著、岩波書店、1936年。NDLJP:1230196。
- 『数学ノ応用』吉江清と共著、裳華房、1949年。NDLJP:1159325。

### 編集
- 『初等第一階偏微分方程式』裳華房、1947年。NDLJP:2421993。
- 『初等常微分方程式 訂9版』裳華房、1950年。NDLJP:2421330。

### 翻訳
- 『変数係数ヲ有スル単系微分方程式ノ論』ふっくす著、丸善、1899年。NDLJP:829010。